# Ternengo
Ternengo là một đô thị ở tỉnh Biella vùng Piedmont của nước Ý, có vị trí cách khoảng 60 km về phía đông bắc của of Torino và khoảng 3 km về phía đông nam của of Biella. Tại thời điểm ngày 31 tháng 12 năm 2004, đô thị này có dân số 310 người và diện tích là 2,0 km².
Ternengo giáp các đô thị: Bioglio, Pettinengo, Piatto, Ronco Biellese, Valdengo.